# Setge de Constantinoble (1204)
El segon setge croat sobre Constantinoble va tenir lloc entre gener i abril de 1204 i va ser provocat pel no pagament de la quantitat convinguda entre l'emperador Aleix IV Àngel i els croats perquè aquests el posessin en el tron.

## Preludi
Des de la coronació d'Aleix IV com a emperador romà d'Orient, la tensió entre els croats i els romans d'Orient no havia parat de créixer. No va ser aliè a això el fet que els súbdits romans d'Orient consideressin el monarca i el seu pare com a titelles dels croats. I tampoc no va ajudar l'intent per part d'Aleix IV i d'Isaac II Àngel de forçar el cisma entre l'Església Ortodoxa i la romana. Per part croada es retreia el fet que no s'hagués efectuat el pagament de les quantitats acordades amb l'emperador per tal que el col·loquessin en el tron.
El dia 1 de gener de 1204 es va produir un primer atac dels romans d'Orient contra la flota croada, mitjançant vaixells incendiats sense tripulació, que va poder ser repel·lit. Un dies més tard, després d'una operació de represàlia per part de les tropes croades, el noble grec Aleix Ducas, anomenat Murzufle ("cellajunt") va enderrocar Isaac II i Aleix IV i es va proclamar emperador amb el nom d'Aleix V. Poc després tots dos moriren a la presó. Els croats van perdre tota esperança de cobrar allò que se'ls havia promès i van planejar una segona conquesta de la ciutat a principis de 1204, incloent-hi el repartiment de l'imperi.

## Primer assalt

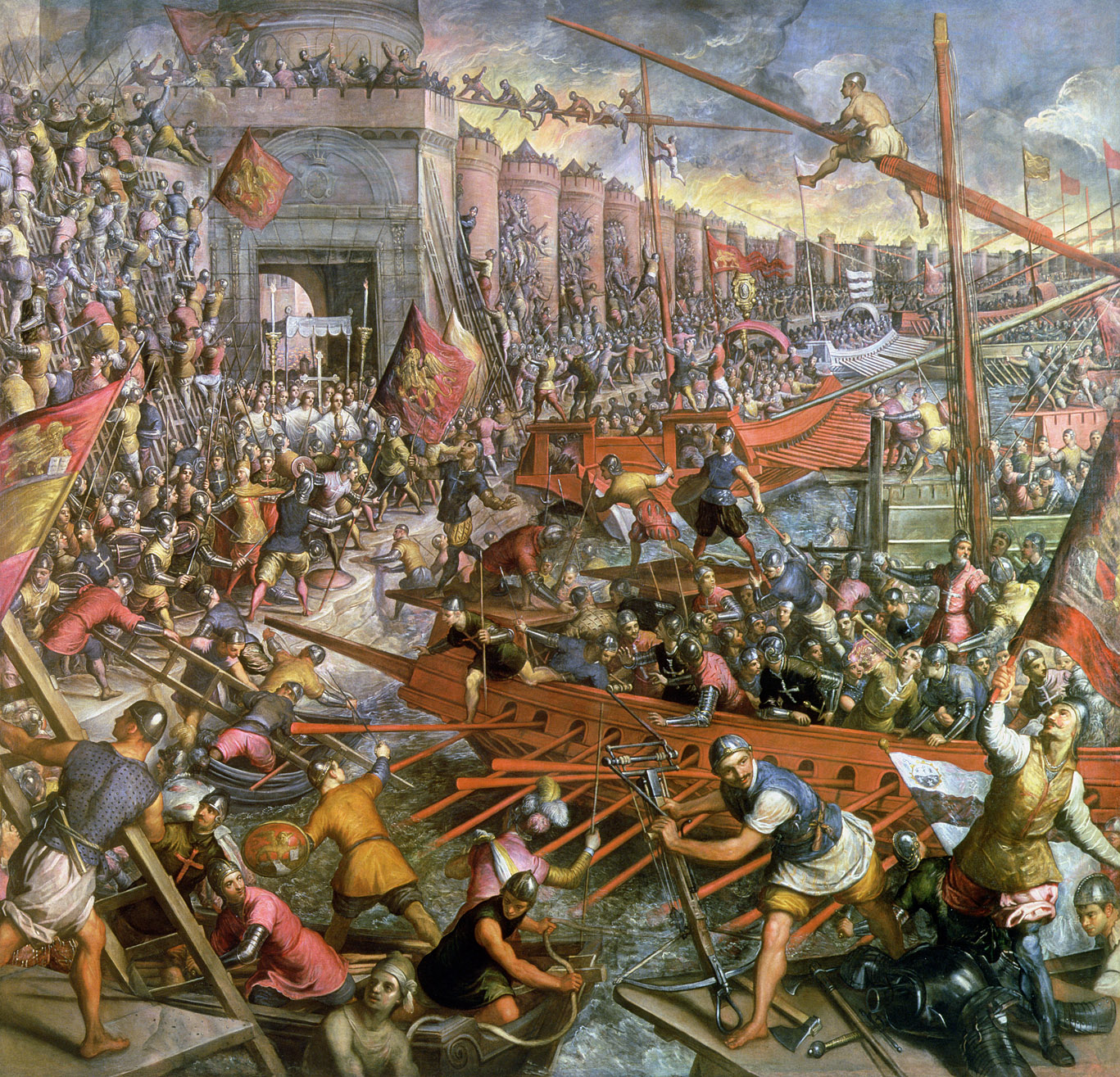
L'Assalt a Constantinoble. Obra de Tintoretto (1580)

L'assalt per terra i mar es va programar per a la segona setmana d'abril. Els peons francs van atacar amb escales i ariets el Palau de Blaquernes, mentre els venecians tractaven d'ocupar les torres de la muralla marítima des dels seus vaixells fondejats al Corn d'Or. Els murs marítims havien estat elevats de manera que els ponts llevadissos van haver de ser penjats des de més amunt dels pals. Els vaixells venecians estaven preparats per actuar com a torres mòbils d'assalt, cobertes amb fustes, enfiladisses i pells com a protecció.
L'atac general va tenir lloc el 9 d'abril. Els vaixells de poc calat van encallar a la platja mentre els homes havien de travessar carregats amb escales i altres equips. També es va enviar un mercant amb ponts penjants contra cada torre, però l'absència de vent va fer que només cinc mercants arribessin a les torres i cap va poder fixar el seu pont llevadís. L'assalt terrestre no va ser millor i els romans d'Orient van aconseguir repel·lir l'assalt amb pluges de pedres i oli bullent, la qual cosa va desmoralitzar els occidentals, a més de causar moltes baixes.
Per tal d'aixecar la moral, els clergues catòlics titllaven els grecs d'heretges i prometien grans recompenses espirituals als que combatessin amb ardor.

## Segon assalt
Enfortits per la fe i les esperances de botí, els croats van tornar a atacar el dia 12 d'abril. Aquesta vegada 40 mercants van ser units per parelles i enviats contra cada torre. Aquesta maniobra va aconseguir donar més estabilitat a les naus i dotar els assalts d'una força doble.
La lluita va començar força igualada fins a migdia, en què una forta ràfega de vent va empènyer contra la muralla les naus dels bisbes de Soissons i Troyes. Dos homes van morir en intentar travessar el pont però el tercer va aconseguir arribar a la torre i ocupar-la. Després d'ell van passar altres, amb la qual cosa la posició es va afermar. A la zona de Blaquernes, un clergue francès, germà del cronista Robert de Clari, va entrar a la ciutat per una bretxa del mur, seguit per un destacament. La seva acció va sembrar el pànic entre els romans d'Orient, però aquell dia no es va aconseguir prendre la ciutat.
Sense atrevir-se a combatre, Aleix V va fugir en un vaixell de pesca. Els grecs van proclamar un altre emperador, però veient la situació, el nou sobirà també es va fer escàpol.

## Rendició

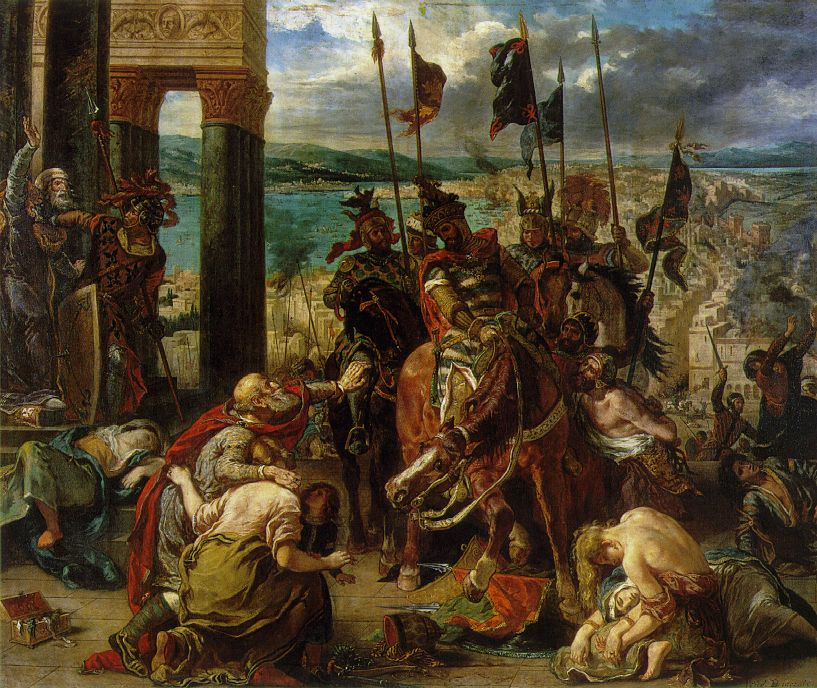
L'entrada dels Croats a Constantinoble. Obra de Delacroix

Veient impossible resistir, una delegació del clergat de Santa Sofia es va dirigir al campament occidental per presentar la rendició, confiats a poder evitar el saqueig. Però no van evitar que els croats entressin a la ciutat i la saquegessin com si fos una ciutat musulmana. Mentre els principals cabdills ocupaven els palaus imperials, l'exèrcit es va llançar sobre la resta de la ciutat durant tres dies sense respectar ni Santa Sofia, ni els tresors més venerats pels romans d'Orient, com la corona d'espines de Crist i la icona de la Mare de Déu “Nikopeya” que van ser robats i es troben avui a la Santa Capella de París i a la Sant Marc de Venècia respectivament.
Els pitjors excessos els va patir la població civil; els croats van violar milers de dones de tota edat i van matar els familiars que intentaven defensar-les. Segons l'historiador romà d'Orient Nicetes Coniata, alguns occidentals van intentar defensar els indefensos, però van ser l'excepció. Els que no van poder fugir van haver de resignar-se a perdre les seves fortunes.
La caiguda de la ciutat en mans dels llatins fou una catàstrofe cultural que conduí a la desaparició de nombrosos manuscrits, obres d'art i relíquies.

## Conseqüències
Poques setmanes després es nomena emperador el comte Balduí de Flandes (Balduí I de Constantinoble). Amb el seu regnat comença la història de l'Imperi Llatí, un estat de tipus feudal en el qual la població ortodoxa patia una forta discriminació. La durada de l'Imperi Llatí seria breu, ja que els hereus dels croats van ser-ne expulsats en 1261 amb la recuperació de Constantinoble